# Circus of Books
Pour plus de détails, voir Fiche technique et Distribution.
Circus of Books est un film américain réalisé par Rachel Mason, sorti en 2019.

## Synopsis
L'histoire du Circus of Books, une librairie et un magasin de pornographie homosexuelle à West Hollywood.

## Fiche technique
- Titre : Circus of Books
- Réalisation : Rachel Mason
- Scénario : Rachel Mason et Kathryn Robson
- Musique : Ian M Colletti
- Montage : Kathryn Robson
- Production : Adam Baran, Cynthia Childs, Camilla Hall et Kathryn Robson
  - Producteurs délégués : Ryan Murphy
- Pays :  États-Unis
- Genre : Documentaire
- Durée : 92 minutes
- Dates de sortie : 
  - États-Unis : 26 septembre 2019 (Festival du film de Tribeca)
  - Netflix : 22 avril 2020

## Distribution
- Karen Mason
- Barry Mason
- Rachel Mason

## Accueil
Le film a reçu un accueil favorable de la critique. Il obtient un score moyen de 74 % sur Metacritic.